# Methone cecilia
Methone cecilia is een vlinder uit de onderfamilie Euselasiinae van de familie van de prachtvlinders (Riodinidae).
De wetenschappelijke naam van de soort werd in 1777 gepublicewerd door Pieter Cramer.

## Ondersoorten
- Methone cecilia cecilia
- Methone cecilia chrysomela (Butler, 1872) - Costa Rica, Panama - Colombia
  - = Methonella chrysomela Butler, 1872
  - = Methone chrysomela eusebes Stichel, 1919
  - = Methonella vitellia Seitz, 1913
- Methone cecilia magnarea (Seitz, 1913) - Brazilië, Peru, Bolivia
  - = Methonella amithrata Seitz, 1913
- Methone cecilia eurotias Stichel, 1919 - Ecuador
- Methone cecilia caduca Stichel, 1919 - Costa Rica
- Methone cecilia columbana Stichel, 1926 - Colombia